# L'Éprouvette
 (mai 2023).
L’Éprouvette est une revue de réflexion critique autour de la bande dessinée  éditée par L'Association ayant publié trois numéros de janvier 2006 à février 2007 de format de 15×22 cm et d'une pagination de plusieurs centaines de pages.
Le principe de la revue est de donner la parole en priorité aux auteurs et aux acteurs du monde de la bande dessinée, parole qui peut s'exprimer par le biais de textes ou bien de bandes dessinées, dans la continuité de la collection Éprouvette créée par l'éditeur en janvier 2005 (avec Plates-bandes, de Jean-Christophe Menu).

## Numéro 1 (janvier 2006)
Le premier numéro de 192 pages est organisé en quatre parties.
Après un éditorial rageur de Jean-Christophe Menu empruntant à l'esthétique Dada, on trouve diverses considérations sur la bande dessinée en général (Alex Baladi, Harry Morgan, Tanitoc), la supériorité de la parole de l'artiste sur celle des critiques (Joann Sfar), le plagiat dans la bande dessinée (Bernard Joubert) ou encore les dessinateurs d'Heroïc-Fantasy (Riad Sattouf). François Caradec y est interviewé par Jean-Christophe Menu.
Dans une deuxième partie, à laquelle contribuent en bande dessinée Mahler, J.-C. Menu, Alex Baladi, Jean-Luc Coudray, Mathieu Sapin, Jean-Michel Thiriet, Florence Cestac, Jean Bourguignon, Fafé, Fanny Dalle-Rive, José Parrondo, James Ottoprod, Vincent Sardon, Lewis Trondheim et BSK, L’Éprouvette entreprend une critique radicale du système de la dédicace avec Erwin Dejasse évoquant son passé de « dédicaçolique », Florent Ruppert et Jérôme Mulot exposant à JC Menu leur façon novatrice de concevoir celle-ci, et Fabrice Neaud développant une théorie cynique sur ce qui pousse auteurs et lecteurs à fréquenter les festivals, tandis que Pacôme Thiellement rapproche dédicace et magie noire.
Le même Thiellement, Menu et Christian Rosset, interrogent dans une troisième partie le concept d'Avant-Garde en bande dessinée.
Enfin, « plantes-bataille », s'attache à poursuivre ce qui avait été inauguré en janvier 2005 par JC Menu dans Plates-bandes. Jochen Gerner, Jean-Louis Gauthey, James, Menu, Étienne Robial, Cestac, Latino Imperato, Yvan Alagbé, Sfar, David Vandermeulen et Riad Sattouf amorcent une attaque des dérives éditoriales du secteur de la bande dessinée, dont le pillage des découvertes des éditeurs alternatifs par les plus grands éditeurs, la standardisation du marché ... et Hugo Pratt.

## Numéro 2 (juin 2006)
L'essentiel du deuxième numéro de 416 pages réunissant une équipe étoffée, dont notamment Pakito Bolino, Edmond Baudoin, qui évoque son passé, Yves di Manno, Matt Broersma,  Colonel Moutarde, Killofer, Christophe Marchand-Kiss, Jean-Philippe Martin, Catherine Meurisse, Dorothée de Monfreid, Stéphane Oiry, François Olislaeger, José Parrondo, Anouk Ricard, Michaël Sterckeman, Tofépi, Fabien Vehlmann ), après une ouverture d'une centaine de pages non thématiques et avant une dernière centaine consacrée à la lutte contre ceux qui marchent sur les « plates-bandes » des alternatifs similaires (avec une longue interview de Barthélémy Schwartz autour de l'aventure de la revue avant-gardiste de bande dessinée, Dorénavant (1986-1989) ), est centré sur trois thèmes :
- L'« érosion progressive des frontières » ; par la confrontation d'œuvres qui, tout en se rattachant à la bande dessinée, appartiennent aussi à d'autres domaines graphiques, comme les travaux picturaux de Charlotte Salomon ou d'Yves Deloule. Sont ainsi également interrogées les expériences de l'illustrateur Benoît Jacques, ou de Julie Doucet à propos de son arrêt de la bande dessinée, et de Lefred-Thouron et Luz au sujet des rapports entre dessin de presse et bande dessinée.
- Le plagiat ; Bernard Joubert poursuit son exploration du manque de créativité dans le fumetti et Dominique Hérody, Fabrice Tarrin, Francis Masse et Morvandiau livrent leurs réflexions sur ce sujet tandis que Pacôme Thiellement propose une analyse généraliste du plagiat autour des concepts d'immanence et de transcendance. Big Ben, créateur de Comix Club, revue critique dont il a dirigé chez Groinge les trois premiers numéros, attaque avec humour et autodérision la prétention de l'Association à régir le champ des alternatifs.
- La déplorable disparition du magazine  Capsule Cosmique, est évoquée par le biais d'un cahier spécial en couleurs et papier glacé auquel participe l'équipe de la défunte revue[1], qui dénonce les mauvaises raisons de cette fin, leur éditeur ayant abandonné non parce que le journal était déficitaire, mais parce qu'il n'était pas assez rentable.

## Numéro 3 (février 2007)
Afin d'éviter de sombrer dans le monolithisme, L'Éprouvette tire les conclusions de sa brève et belle aventure en se sabordant dans la grande tradition de l’autodissolution des Avant-Gardes avec un troisième et dernier numéro de feu d'artifice de 576 pages.
La suite de « l'érosion progressive des frontières » est évoquée avec l'oulipien Jacques Roubaud, et les peintres Jacques Carelman et Jan Voss, tandis qu'Antoine Sausverd étudie le détournement des bandes dessinées chez les Situationnistes. Ces articles sont complétés d'entretiens avec Bruno Lecigne, Fabrice Neaud, Les Potagers Natures, Mokeït, Blanquet et enrichies des contributions de Benoît Jacques, Alex Baladi, Pacôme Thiellement, Christian Rosset, Jean-Claude Menu et des dizaines d'autres auteurs, une dernière fois liés au destin de la revue.